# Damian Smith
Damian Paul Peter Smith (Brisbane, 1º febbraio 1969) è un ex rugbista a 15 australiano, già terza linea del Queensland, dei Reds e, a livello internazionale, degli Wallabies.

## Biografia
Militante negli Eastern Suburbs di Brisbane, Smith fu chiamato a rappresentare la formazione di Stato del Queensland nel 1992; un anno dopo era già esordiente negli Wallabies a Sydney contro il Sudafrica.
Vincitore di due tornei del Super 10 (antenato dell'attuale Super Rugby), prese parte alla Coppa del Mondo di rugby 1995 in cui l'Australia fu eliminata ai quarti di finale a opera dell'Inghilterra.
Rappresentò l'Australia fino al 1998 in 21 occasioni, incluso il Tri Nations di quell'anno, realizzando in totale 10 mete.
Scese in campo per il Queensland, sia a livello di rappresentativa che di franchise in Super 12, 119 volte; dopo il Super 12 2002 annunciò il suo ritiro al termine di una serie di incontri che videro il Queensland opposto a New Zealand Māori e Fiji Warriors.